# 粟井一夫
粟井 一夫（あわい かずお、1964年7月17日 - ）は、日本の実業家。大阪府堺市出身。

## 経歴
1983年に三国丘高等学校を卒業。高校時代は同校陸上部主将を務めた。
1988年に金沢大学経済学部を卒業後、阪神電気鉄道に入社した。
2004年に関西学院大学大学院商学研究科博士前期課程を修了。
球場リニューアル担当課長、阪神甲子園球場長などを務め、2013年に阪神タイガースの常務取締役、2022年に阪神タイガース代表取締役・副社長、2024年1月に阪神タイガース代表取締役・社長に就任。